# Ozarba lepida
Ozarba lepida là một loài bướm đêm trong họ Noctuidae.